# 臺中市西區中正國民小學

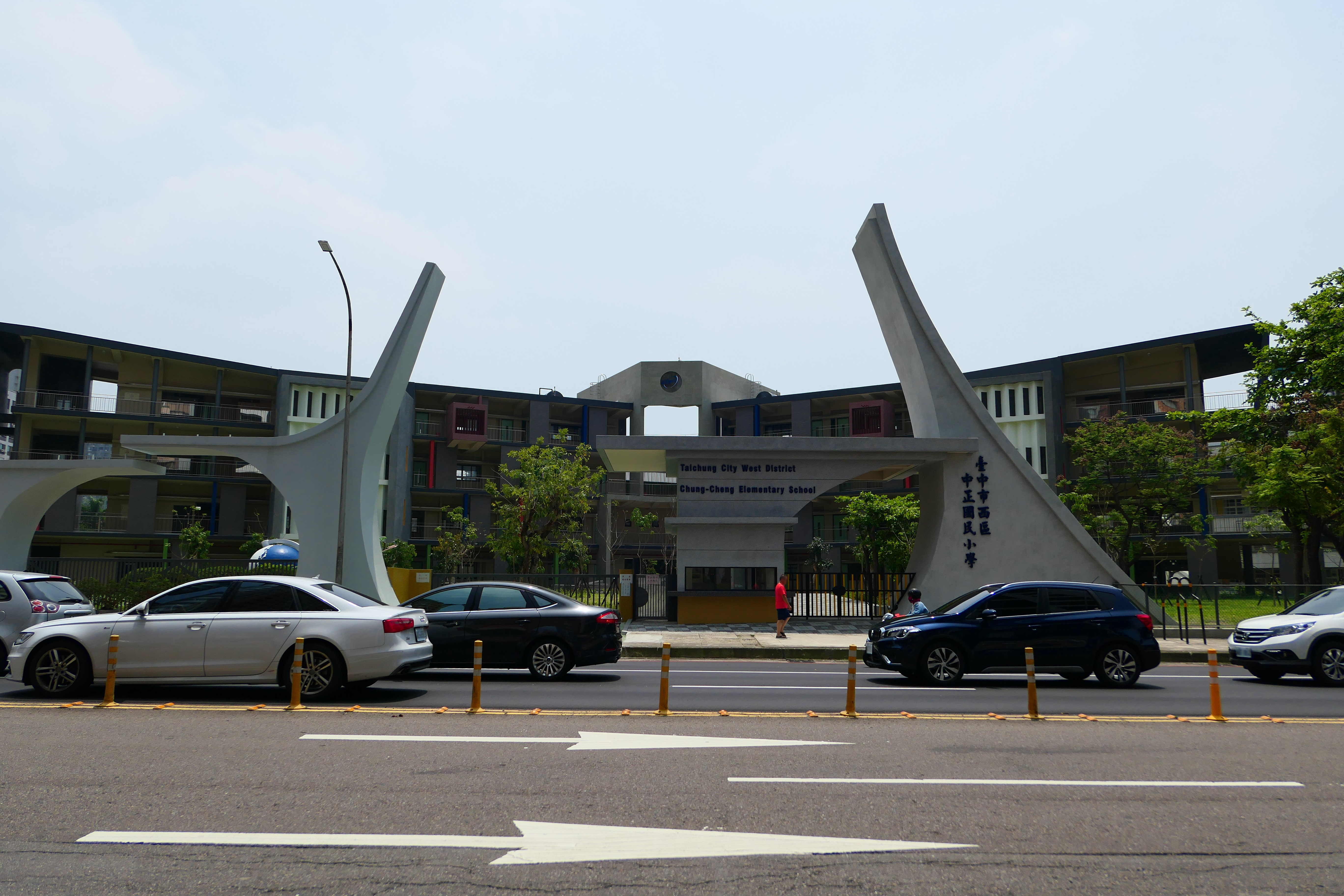
臺中市西區中正國小，2019年攝

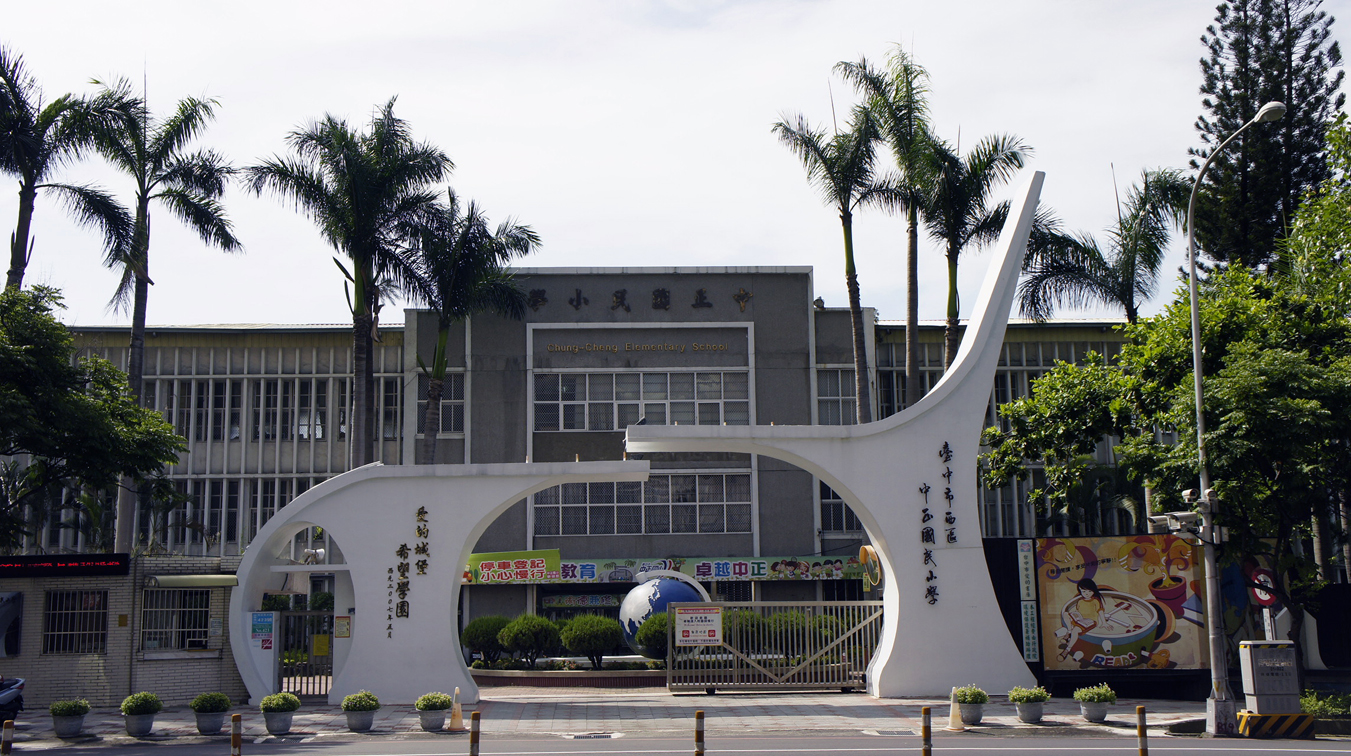
已拆除的舊校舍，2012年攝

臺中市西區中正國民小學，簡稱中正國小，是位於臺中市西區英才路的一所小學。

## 歷史
1968年8月1日成立，校舍於1970年2月完工並開始使用。1991年曾一度因為教室不夠使用，幼稚園學生被迫於大禮堂或地下室上課 ，直到1995年新建校舍完成後，問題才得以解決。
2016年主校舍進行拆除改建。
目前台中市由於縣市合併的緣故，在梧棲區也有同樣名為「中正國民小學」的學校，因此台中市現在共有兩所市立中正國小。

## 歷任校長
1. 陳東海：1968年8月1日－1977年7月2日
2. 張清派：1977年8月23日－1992年8月1日
3. 陳泉坤：1992年8月1日－1996年8月1日
4. 林進丁：1996年8月1日－2000年2月1日
5. 黃安全：2000年2月1日－2006年8月1日
6. 劉智云：2006年8月1日－2011年2月1日
7. 陳進福：2011年2月1日－2015年7月31日
8. 楊敏芸：2015年8月1日－2022年7月31日
9. 鄭國男：2022年8月1日－2023年7月31日
10. 梅家云：2023年8月1日－現任